# Corpo de frações
Seja {\displaystyle (A,+,*)} um anel. Sob que condições podemos construir uma extensão {\displaystyle (B,+,*)} que seja um corpo? Se a resposta for afirmativa, B será chamado de um corpo de frações de A.
De modo geral, {\displaystyle (B,+,*)\,} é um corpo de frações do anel {\displaystyle (A,+,*)\,} quando B for um corpo, e contiver um sub-anel A'  isomórfico a A. Quando B existe (mais abaixo estão enumeradas as condições para sua existência) podemos dizer que B é o corpo de frações de A, porque qualquer outro corpo de frações de A será isomórfico a B.

## Construção
A construção do corpo de frações a partir de um anel é muito semelhante à construção dos números racionais a partir dos números inteiros.
Como {\displaystyle (B,+,*)} é um corpo, temos que a multiplicação é comutativa. Então, em {\displaystyle (A,+,*)}, a multiplicação também deve ser comutativa.
Como B não pode ter divisores de zero, segue que A também não pode ter divisores de zero.
Para que A seja um subconjunto de B, deve ser possível representar cada elemento de B como uma divisão de elementos de A. Uma condição suficiente para isso é que a multiplicação em A tenha elemento neutro 1.
As três condições acima (anel comutativo, sem divisores de zero, e com elemento neutro multiplicativo) caracterizam um domínio de integridade.
Como os elementos de B tem a forma {\displaystyle {\frac {a_{1}}{a_{2}}}\,} para {\displaystyle a_{1}\in A\land a_{2}\in A\land a_{2}\neq 0\,}, vamos iniciar a construção de B pelo conjunto de pares ordenados {\displaystyle A\times A^{\star }=A\times (A-\{0\})\,}.
Define-se, em {\displaystyle A\times A^{\star }}:
{\displaystyle (a,b)+(c,d)=(a\ d+b\ c,b\ d)}
{\displaystyle (a,b)*(c,d)=(a\ c,b\ d)}
Essas operações estão bem definidas, porque A não tem divisores de zero, logo {\displaystyle b\ d\neq 0\,}
Lembrando que {\displaystyle {\frac {a}{b}}={\frac {c}{d}}\iff a\ d=b\ c\,}, temos que considerar em {\displaystyle A\times A^{\star }} a relação {\displaystyle \sim \,} definida por {\displaystyle (a,b)\sim (c,d)\iff a\ d=b\ c\,}.
Prova-se facilmente que {\displaystyle \sim \,} é uma relação de equivalência em {\displaystyle A\times A^{\star }\,}. Além disso, é possível provar que as operações de soma e produto definidas em {\displaystyle A\times A^{\star }\,} estão bem definidas no conjunto quociente {\displaystyle {\frac {A\times A^{\star }}{\sim }}\,}.
A projeção {\displaystyle \pi :A\mapsto {\frac {A\times A^{\star }}{\sim }}\,} definida por {\displaystyle \pi (x)=[(x,1)]\,} é um isomorfismo entre A e {\displaystyle \pi (A)\,}.
Finalmente, basta provar as propriedades de corpo para finalizar a construção.

## Unicidade
Sejam B e B'  dois corpos de frações do anel A, e sejam iA e i'A os isomorfismos de A em, respectivamente, subanéis de B e B' . Considerando então a relação entre B e B'  definida por:
{\displaystyle R=\{\ (b,b')\in B\times B'\ |\ \exists p,q\in A,\ b=i_{A}(p)/i_{A}(q),\ b'=i'_{A}(p)/i'_{A}(q)\ \}\,}
Basta mostrar que R é uma função bijetiva e um isomorfismo de corpos, e está provada a unicidade (a menos de isomorfismos) do corpo de frações.